# Gave d’Aspe
Gave d’Aspe – rzeka w południowo-zachodniej Francji o długości 57 km i powierzchni dorzecza 580 km². Rzeka wypływa z Cirque d’Aspe, położonego u podnóża góry Picos de Aspe. Przepływa przez Dolinę Aspe. W miejscowości Oloron-Sainte-Marie, w departamencie Pireneje Atlantyckie, łączy się z rzeką Gave d’Ossau, tworząc rzekę Gave d’Oloron.

## Główne dopływy
lewe: Espélunguère, Gave du Baralet, Gave de Bélonce, Gave de Lescun, Gave de Lourdios
prawe: Gave d'Aydius, Arnousse, Ourtau.

## Ważniejsze miejscowości
Accous, Asasp-Arros, Escos, Osse-en-Aspe, Gurmençon, Oloron-Sainte-Marie.